# Glösa
Glösa est une localité suédoise située dans la commune de Krokom, dans le Comté de Jämtland. Glösa est situé sur les bords du lac Alsensjön. Glösa se trouve à environ 50 km  d'Östersund.
Glösa est situé dans la paroisse d'Alsen. Les pétroglyphes de Glösa ont été gravées environ 3000 av. J.-C.

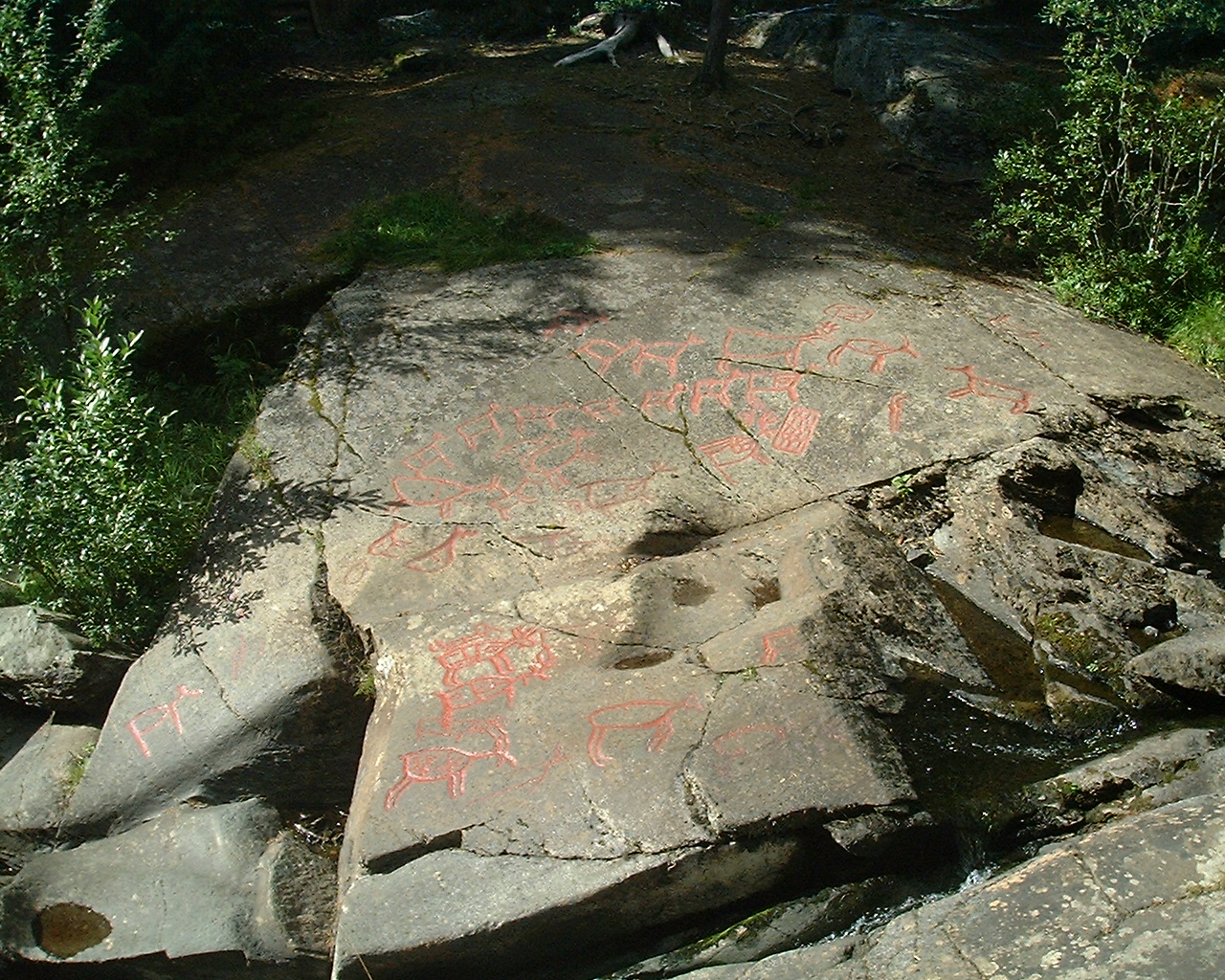
Les pétroglyphes de Glösa
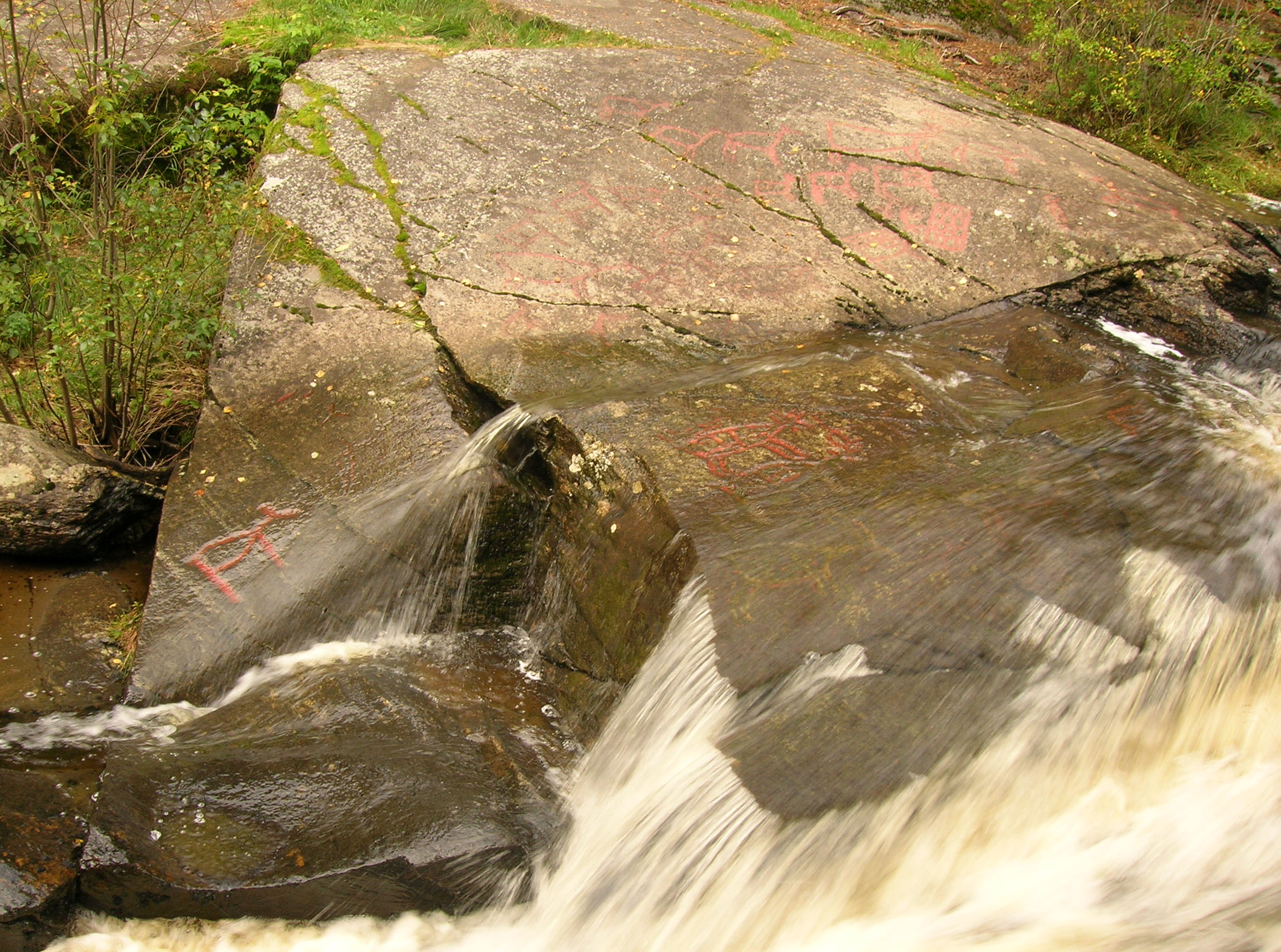
Les gravures rupestres se trouvent dans le ruisseau Glösabäcken
Un élan de Glösa sur le blason de la commune de Krokom